# José Python
Pour les articles homonymes, voir Python.
Stanislas Paul Joseph Python, dit José Python, originaire de Portalban, né le 1er février 1901 à Fribourg et mort le 8 juillet 1976 à Fribourg, est une personnalité politique suisse. 

## Sources
- Georges Andrey, John Clerc, Jean-Pierre Dorand et Nicolas Gex, Le Conseil d’État fribourgeois : 1848-2011 : son histoire, son organisation, ses membres, Fribourg, Éditions La Sarine, 2012, 143 p. (ISBN 978-2-88355-153-4, lire en ligne), p. 82
- Pierre Barras, La Liberté, 12.7.1976.
- La Gruyère, 13.7.1976.
- Documents officiels (annuaire officiel).